# Santa Casa Irmãos Penteado

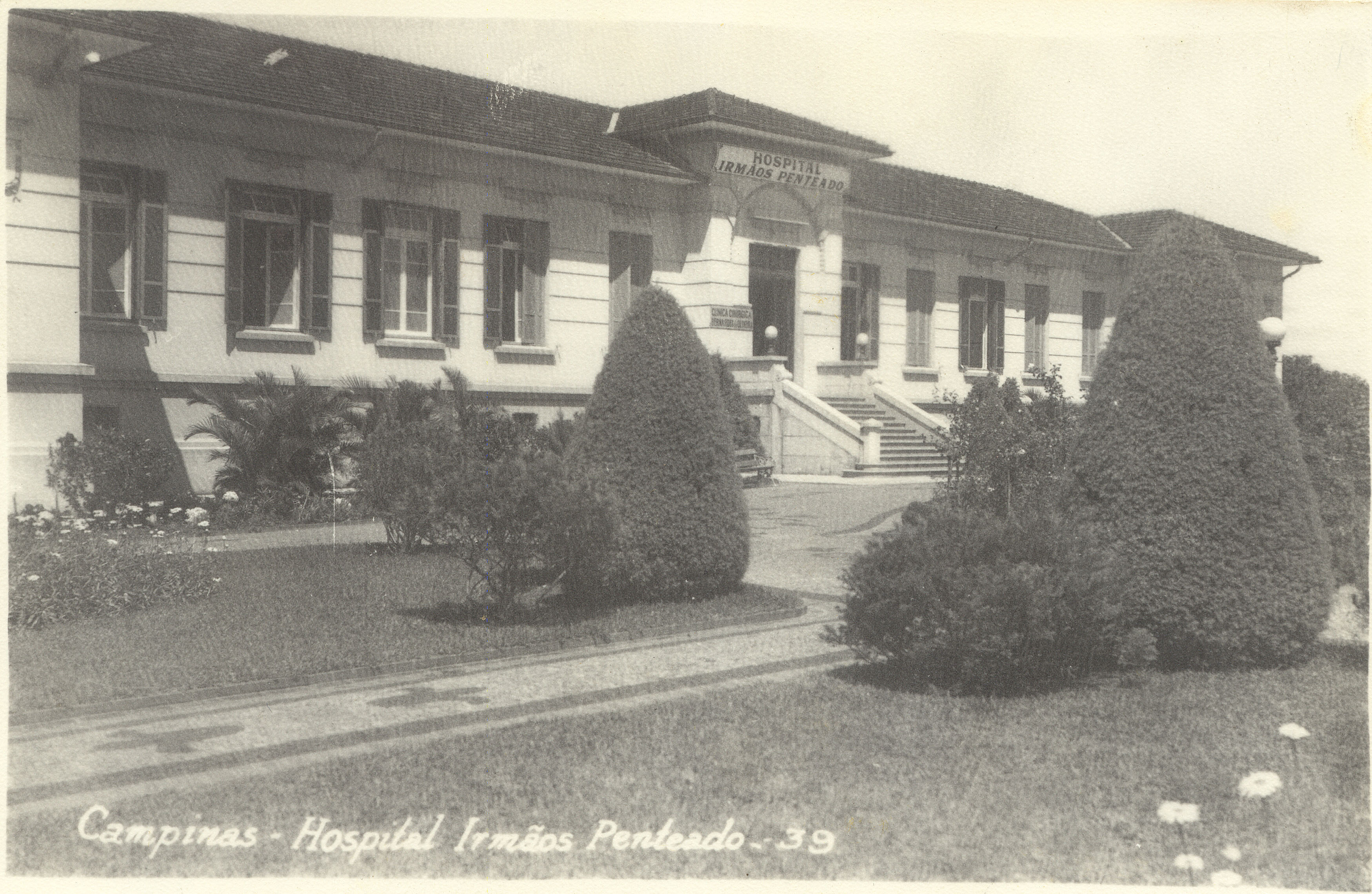
Hospital Irmãos Penteado (década de 1940)

A Irmandade de Misericórdia de Campinas e o Hospital Irmãos Penteado são instituições de saúde sediadas no bairro do Cambuí, na cidade de Campinas, São Paulo, Brasil. O complexo possui uma longa história, que se inicia com o padre Joaquim José Vieira, na década de 1860. 

## História
Joaquim José Vieira foi padre que sonhava com a fundação de um Hospital que atendesse às camadas mais pobres da população de  Campinas e região. Após uma forte campanha de doações junto aos mais ricos, o Hospital da Santa Casa de Misericórdia foi fundado. É importante ressaltar que a construção foi realizada por mão de obra escravizada que era cedida pelos senhores dessas pessoas.
A primeira etapa da construção envolveu a capela central, dedicada a Nossa Senhora da Boa Morte, considerada padroeira do hospital, e o complexo hospitalar, ambos inaugurados em 1876. Em 1878, foi criado o Asilo das Órfãs, externato dedicado a atender as meninas em situação de pobreza. Em 1888, com a crise de febre amarela que logo se estendeu sobre a cidade, aumentando o número de órfãos, o edifício passou a funcionar como internato, prestando auxílio aos que se encontravam nessa situação.
Entre 1926 e 1935, foram construídos dois pavilhões cirúrgicos anexados ao hospital. Foram nomeados em homenagem ao Dr. Salustiano Penteado e Severo Penteado, respectivamente, recebendo o título de Hospital Irmãos Penteado, beneméritos do centro.
Desde sua inauguração, o funcionamento nunca foi interrompido, abrigando um limite de 60 órfãs, conforme seu regulamento.

## Tombamento
A Capela Nossa Senhora da Boa Morte foi tombada pelo Conselho de Defesa do Patrimônio Cultural de Campinas - CONDEPACC em 1988. A primeira parte do complexo hospitalar foi tombado, por sua importância histórica, cultural e arquitetônica em 1998 e, em 2001, como parte do processo de tombamento dos imóveis da região do Cambuí, o Hospital Irmãos Penteado também entrou para a lista dos patrimônios tombados.